# Споменик Земунска железничка станица
Споменик Земунска железничка станица налази се у близини места где је некада била прва железничка станица у Земуну, а чине га пет стубова који су некада држали надстрешницу на перону станице и неколико метара шина.

## Историја
Железничка станица Земун изграђена је годину дана пре железничке станице у Београду, 1883. године, са којом је била повезана мостом на Сави (Стари мост) крајем августа 1884. године.
Крајем лета 1884. године, по жељи краља Милана, одржано је славље на београдској железничкој станици, а потом, у 14.30, краљ је, са породицом, дворским возом отпутовао у Беч.
Изградњом ове пруге, уз већ постојеће везе са Новим Садом и Суботицом, Европа је повезана са Балканом и Блиским истоком. Споразумом између Аустроугарске и Србије било је предвиђено да се предаја и примање возова врши на београдској станици, а царињење робе Србија је обављала у Београду, а Аустроугарска у Земуну.
После завршетка Првог светског рата, београдска станица је била преоптерећена, па станица у Земуну добија улогу ранжирне станице. Постојала је и станица Земун―Дунав, пруга према ж. с. Земун се укрштала са трамвајском пругом према Београду.
У Другом светском рату, Земун се налазио под управом НДХ, па је железничка станица, по немачкој наредби, годину дана после почетка рата, проширена изградњом још девет колосека на Бежанијској коси.
После рата, железничка станица наставља свој рад, и даље, преко својих могућности. Када је одлучено да се гради пруга Земун Нови град – Нови Београд – мост на Сави, 1967. године, пројектован је и тунел испод Бежанијске косе, па се станица полако гаси. 1970. године почело је рушење станичне зграде и демонтирање пруге.

## Споменик
Сећање на ову железничку станицу обновили су грађани Земуна током 1984. године, када је у оквиру Октобарских свечаности, посвећених Дану ослобођења Земуна, 22. октобра, постављено пет стубова који су некада држали надстрешницу на перонској страни станичне зграде, као и неколико метара шина. Ови стубови рад су архитекте Милуна Стамболића.
Према изјави Ивана Морића, колекционара старих слика Новог Београда, станица се није налазила тачно на месту споменика, већ преко пута и још ка хотелу „Југославија“, а „брдо“ на коме је споменик је насуто како би се споменик боље видео.